# Confederació canadenca

Evolució de les fronteres internes del Canadà fins avui dia.

La Confederació canadenca o Confederació del Canadà (en anglès Canadian Confederation, en francès Confédération canadienne) és el procés pel qual les tres províncies de l'Amèrica del Nord britànica (la Província Unida del Canadà, Nova Escòcia i Nova Brunswick) es van unir el primer de juliol de 1867 en una federació anomenada Domini del Canadà. Després de la Confederació, el Canadà constava de quatre províncies: Ontario i Quebec, que s'havien separat de la província Unida de Canadà, i les províncies de Nova Escòcia i Nova Brunswick. Des de la instauració de la Confederació, el Canadà ha experimentat nombrosos canvis territorials, donant lloc al nombre actual de deu províncies i tres territoris.

## Terminologia

### Confederació
El terme "confederació" sol referir-se de manera més concreta al procés polític que va unificar les províncies de l'Amèrica del Nord britànica el 1867, els esdeveniments relacionats amb aquest procés i la posterior incorporació d'altres colònies i territoris;i no a l'estructura política del Canadà. De fet, la ciència política designa una "confederació" com una forma de govern cooperatiu formada per la unió d'estitats sobiranes que busquen l'assoliment d'uns determinats fins comuns., i la federació es regeix per la unió política de diversos estats que respecta llur autonomia en els afers interns i confia a òrgans compartits les competències d’interès comú.
El Canadà és una federació més que una confederació d'estats sobirans, però, sovint es considera una de les federacions més descentralitzades del món. Per als contemporanis de la Confederació, el prefix con- indicava un enfortiment del principi centrista en comparació amb la federació nord-americana.
A més, el terme "confederació" també s'utilitza per dividir la història del Canadà en dos períodes: el "pre-confederació" (abans del 1867) i el "post-confederació" (des del 1867 fins a l'actualitat).

### Pares de la Confederació
Els pares originals de la Confederació són aquells delegats que van assistir a qualsevol de les conferències celebrades a Charlottetown i Quebec el 1864 o a Londres, Regne Unit, el 1866, que van conduir a la Confederació. Hi havia 36 pares originals de la Confederació; Hewitt Bernard, que va ser el secretari d'enregistrament a la Conferència de Charlottetown, és considerat per alguns com un d'ells.
Les persones que van portar les altres províncies a la Confederació després de 1867 també es consideren com a Pares de la Confederació. D'aquesta manera, Amor De Cosmos, que va ser fonamental tant per portar la democràcia a la Colúmbia Britànica com per portar la província a la Confederació, és considerat un Pare de la Confederació. A més, Joey Smallwood es va referir a si mateix com "l'últim pare de la Confederació" perquè va ajudar a conduir Terranova a la unió el 1949.

## Ordre d'entrada de les províncies
A continuació es mostra una llista de les províncies i territoris canadencs en l'ordre en què van entrar a la Confederació. els territoris s'indiquen en cursiva. En els actes formals, els representants de les províncies i territoris tenen prioritat segons aquest ordenament, excepte que les províncies sempre precedeixen els territoris. Per a les províncies que van entrar en la mateixa data, l'ordre de relació es basa en la població de les províncies en el moment en què van entrar a la Confederació.
| Data                  | Nom                      | Anteriorment                                                                                          |
| --------------------- | ------------------------ | --- |
| 1 de juliol de 1867   | Ontario                  | Alt Canadà, regió de la província del Canadà                                                          |
| 1 de juliol de 1867   | Quebec                   | Baix Canadà, regió de la província del Canadà                                                         |
| 1 de juliol de 1867   | Nova Escòcia             | Província de Nova Escòcia                                                                             |
| 1 de juliol de 1867   | Nova Brunswick           | Província de Nova Brunswick                                                                           |
| 15 de juliol de 1870  | Manitoba                 | Part de la Terra de Rupert                                                                            |
| 15 de juliol de 1870  | Territoris del Nord-oest | Tota la Terra de Rupert i el Territori del Nord-oest excepte la part que es va convertir en Manitoba. |
| 20 de juliol de 1871  | Colúmbia Britànica       | Colònia de la Colúmbia Britànica                                                                      |
| 1 de juliol de 1873   | Illa del Príncep Eduard  | Colònia de l'Illa del Príncep Eduard                                                                  |
| 13 de juliol de 1898  | Territori del Yukon      | Part dels Territoris del Nord-oest.                                                                   |
| 1 de setembre de 1905 | Saskatchewan             | Part dels Territoris del Nord-oest                                                                    |
| 1 de setembre de 1905 | Alberta                  | Part dels Territoris del Nord-oest                                                                    |
| 31 de març de 1949    | Terranova                | Domini de Terranova                                                                                   |
| 1 d'abril de 1999     | Nunavut                  | Part dels Territoris del Nord-oest.                                                                   |
| Notes 1. 2. 3. 4.     |                          | |